# الحب المنتصر (لوحة)
الحُبُّ المُنتَصِر (بالأيطالية: Amor Vincit Omnia) لوحة زيتية بريشة الرسام الباروكي كارافاجيو رسمها بين عامي 1601-1602. يصور العمل كيوبيد، أللوحة الآن ضمن مجموعة جيمالد جاليري، برلين.

## الوصف
يصور العمل كيوبيد، نصف جالس أو ربما ينزل من على ما يبدو أنه طاولة. تنتشر حول شعارات جميع الأعمال البشرية - الكمان والعود والدروع وتويج (تاج) والمربع والبوصلات والقلم والمخطوطة وأوراق الغار والزهور المتشابكة المداسة تحت قدم كيوبيد. توضح اللوحة السطر من قصيدة فيرجيل («الحب ينتصر على الجميع؛ دعونا جميعًا نستسلم للحب!»). تظهر مخطوطة موسيقية على الأرض حرف "V" كبير. لذلك فقد اقترح أيضًا أن أللوحة هي إشارة مشفرة إلى إنجازات مارشيز فينتشنزو (مصرفيًا إيطاليًا أرستقراطيًا وجامعًا للفن ومفكرًا في أواخر القرن السادس عشر وأوائل القرن السابع عشر): حكمت عائلته خيوس (حتى استولى الأتراك على الجزيرة) في عام 1622 ، (من هنا جاء التاج)؛ كتب مارشيز أيضًا عن الموسيقى والرسم (القلم والمخطوطة والآلات الموسيقية)، وكانوا يبنون قصرًا جديدًا مهيبًا (أدوات هندسية)، ودرسوا علم الفلك (الكرة الفلكية)، وأشادوا ببراعته العسكرية (الدروع). وهكذا يحمل الترميز القراءة الممكنة «فينتشنزو ينتصر على الكل».

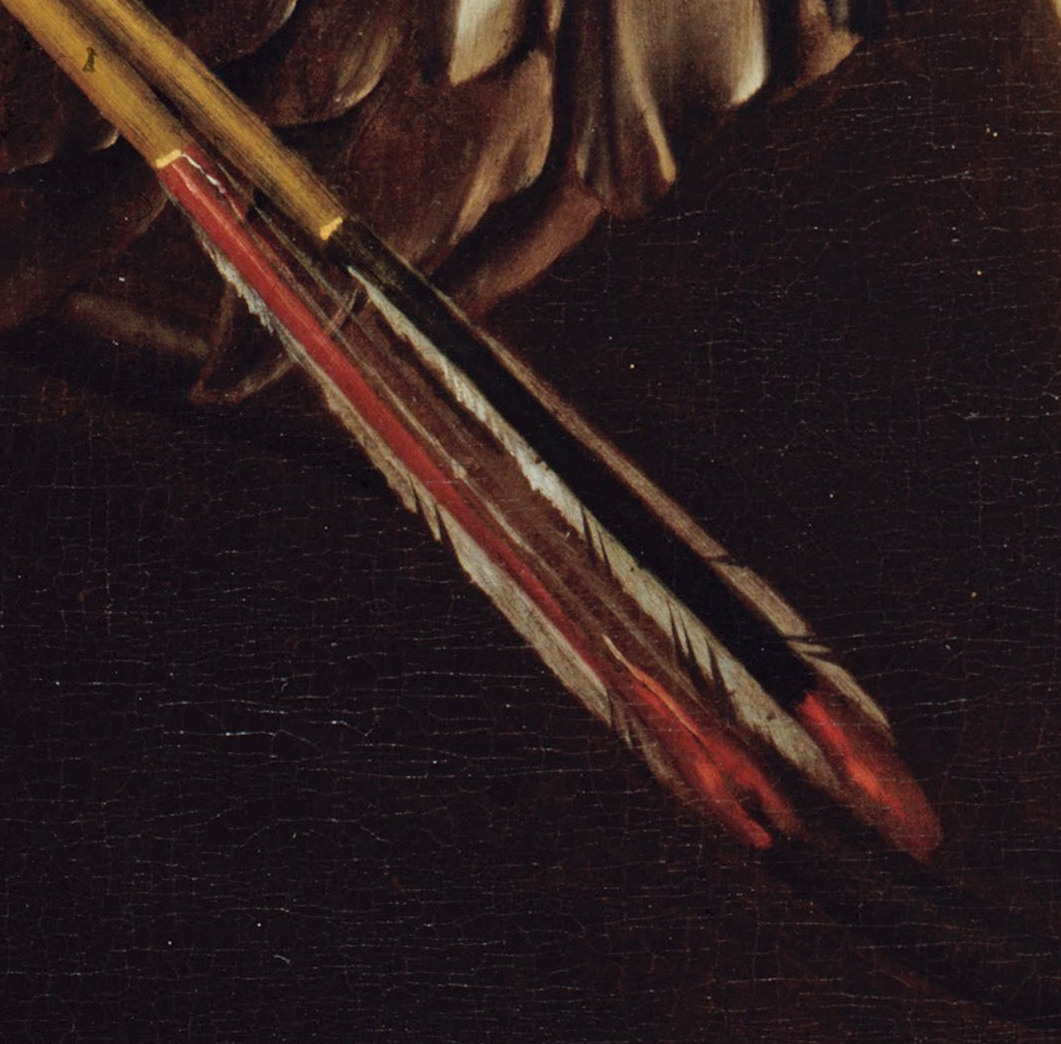
نهايات الأسهم المصقولة بالريش
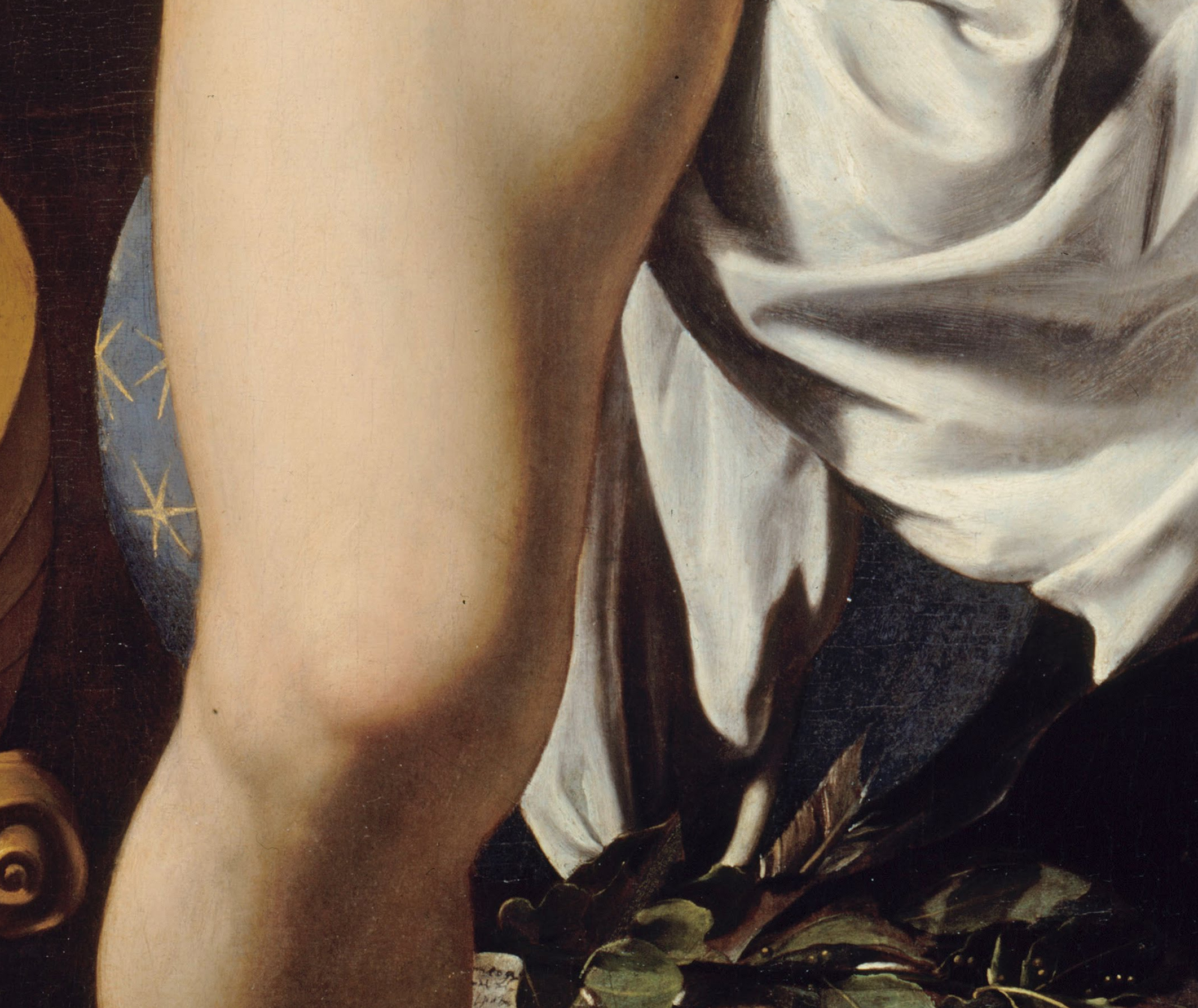
الركبة اليمنى مع الكرة السماوية في الخلفية
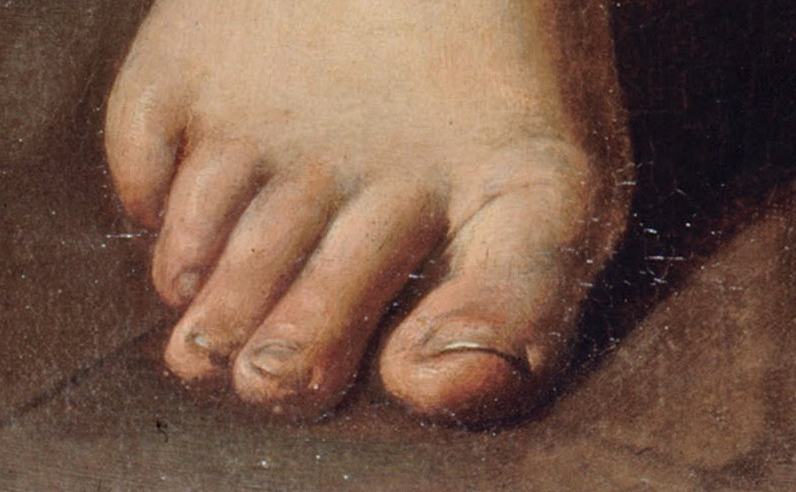
أصابع القدم اليمنى

## خلفية

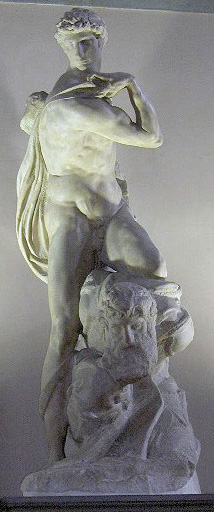
نمثال عبقرية النصر لمايكل أنجلو (1532-1534). ربما كان كارافاجيو قد وضع هذا العمل في الاعتبار عندما قام برسم وضع كيوبيد.

كان موضوع اللوحة (كيوبيد) شائعًا بالنسبة لتلك الفترة. ولكن تعتبر معالجة كارافاجيو الرائعًا لواقعية كيوبيد فريدة - حيث تُظهر أللوحات الأخرى لكيوبيد من تلك الفترة، فتى جميلًا مثاليًا ذو ملامح تقليدية، أمال كيوبيد كارافاجيو، فهو ساحر ولكنه ليس جميلًا بالكامل، ذو أسنان وابتسامة ملتوية: يشعر المشاهد أنه من الممكن ان يتعرف عليه في الشارع. إن عبقرية كارافاجيو، بغض النظر عن أستعمال الجلاء والقتمة ووضوح التصوير الفوتوغرافي، تتجلى في المزج بين المجازية والحقيقة، هذا الإحساس الذي يعطيه الطفل وهو يقضي وقتًا ممتعًا تمامًا في ارتداء الأجنحة ذات الدعامة المسرحية مع حفنة من السهام يصور على انه ممثل. ومع ذلك، على الرغم من الدلائل الواضحة على ممارسة كارافاجيو للرسم المباشر من نموذج حي، إلا أن هناك تشابهًا لا يمكن إنكاره مع تمثال «عبقرية الأنتصار» لمايكل أنجلو الوجود في قصر فيكيو، فلورنسا، ومن المحتمل أن يكون الفنان قد وضع هذا في الاعتبار.
قدم الرسام أورازيو جنتيليسكي الأجنحة لكارافاجيو كدعامات لكي يستخدمها في اللوحة، وهذا يسمح للخبراء بمعرفة التاريخ الدقيق للوحة إلى حد ما بين 1602–1603. لقد كانت نجاحًا فوريًا في دوائر النخبة الفكرية والثقافية في روما. كتب شاعر على الفور ثلاث مجموعات حول هذا الموضوع، وكتب آخر قصيدة لاتينية اقترنت لأول مرة بعبارة فيرجيلي («الحب ينتصر على الجميع؛ دعونا جميعًا نستسلم للحب!»)، على الرغم من أن هذا لم يصبح عنوانها حتى كتب الناقد جيوفاني بيترو بيلوري سيرة كارافاجيو عام 1672.

## الجدل
حتمًا، تم سكب الكثير من الحبر الأكاديمي وغير الأكاديمي على الطبيعة الجنسية المزعومة للوحة. ومع ذلك، ربما لم يكن المحتوى المثلي واضحًا لجيل تلك الفترة كما هو عليه اليوم. بحيث يمكن رؤية الأولاد العراة على أي ضفة نهر أو شاطئ البحر. القصة التي تقول بأن المارشيز أخفى أللوحة وراء ستارة تتعلق برغبته المعلنة في الاحتفاظ بها كقطعة أخيرة لكي يختم الزوار زيارتهم بها، بحيث لا يمكن رؤيتها إلا عند مشاهدة بقية المجموعة - بعبارة أخرى، الستارة هو للكشف عن اللوحة وليس لإخفائها. (وفقًا للمؤرخ يواكيم فون ساندرارت، الذي قام بفهرسة مجموعة جوستينياني في ثلاثينيات القرن السادس عشر، لم يتم تركيب الستارة إلا بناءً على إلحاحه في ذلك الوقت). التحدي الحقيقي هو رؤية أللوحة من خلال عيون القرن السابع عشر.

## المشكلة بينكارافاجيووباجليوني
في عام 1602 ، بعد وقت قصير من اكتمال أللوحة، كلف الكاردينال بينيديتو جيوستينياني، شقيق فينشنزو والمتعاون في إنشاء مجموعة جوستينياني للفن المعاصر، لوحة من قبل الفنان الشهير جيوفاني باجليوني. لوحة «إيروس الإلهي يهزم إيروس الدنيوي» صور الحب الإلهي الذي يفصل بين الشاب كيوبيد على الأرض في الزاوية اليمنى السفلى (الحب الدنيوي) من لوسيفر في الزاوية اليسرى. كان أسلوبه مشتقًا تمامًا من كارافاجيو وتحديًا من لوحته الأخيرة، واحتج الرسام الأصغر بمرارة على ما رآه انتحالًا. بعد أن تم السخرية منه من قبل أحد أصدقاء كارافاجيو، رد باجليوني بنسخة ثانية من اللوحة، هذه المرة أعطي الشيطان وجه كارافاجيو. وهكذا بدأ نزاع طويل وشرس كان له تداعيات غير متوقعة على كارافاجيو بعد عقود من وفاته عندما أصبح باجليوني الذي لا يرحم هو كاتب سيرته الذاتية الأول.

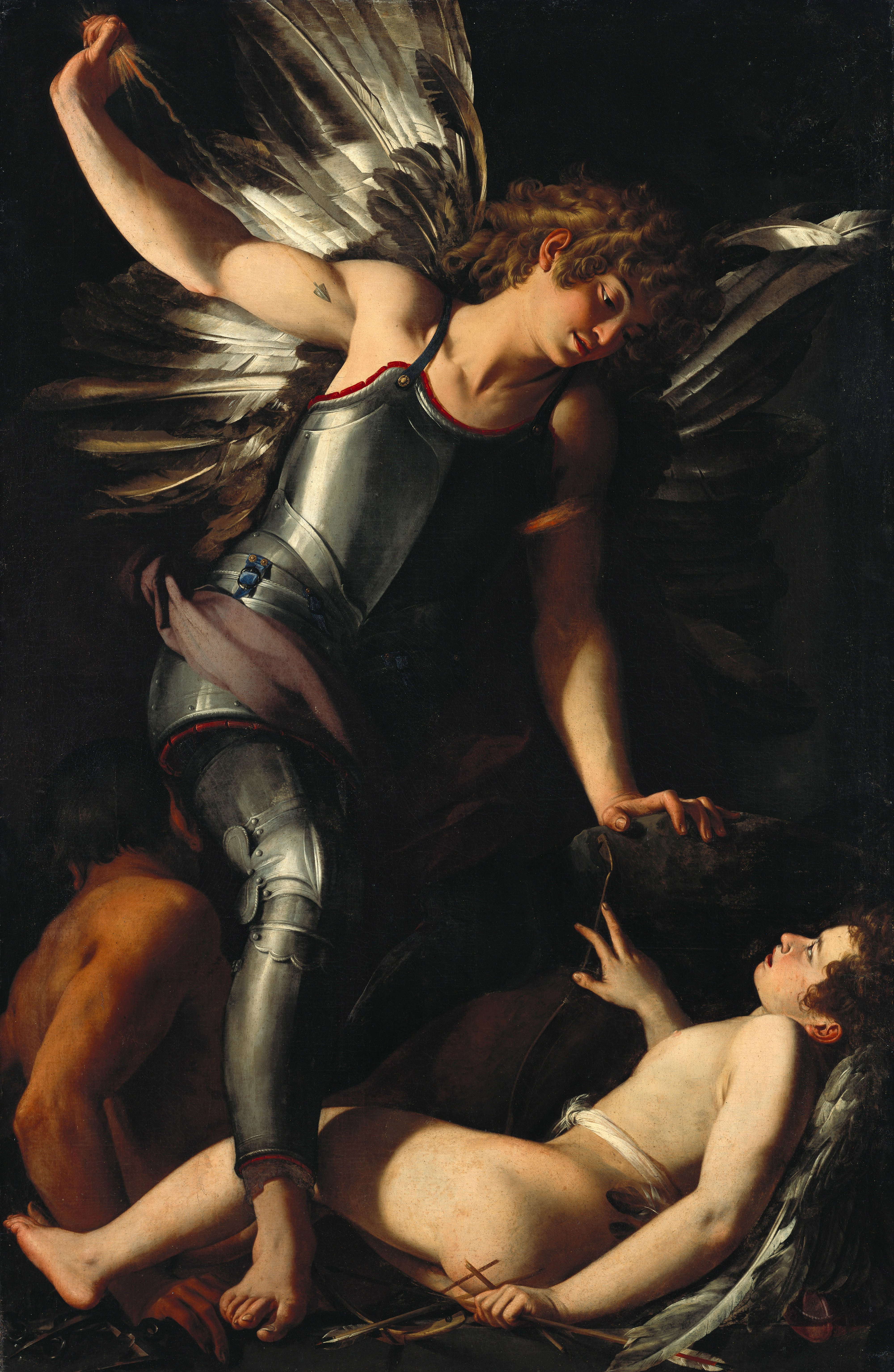
إيروس الإلهي يهزم إيروس الدنيوي بريشة باجليوني 1602 ، جيمالد جاليري، برلين.
إيروس الإلهي يهزم إيروس الدنيوي بريشة باجليوني 1602 وقد وضع رأس كارافاجيو لجسد الشيطان. المعرض الوطني للفن القديم في روما ، إيطاليا.

## أسناد النموذج
وصف مؤرخ الفن ساندرت أللوحة بأنه «كيوبيد بالحجم الطبيعي على غرار صبي يبلغ من العمر حوالي اثني عشر عامًا... لديه أجنحة نسر بني كبيرة مرسومة بشكل صحيح وبتلوين قوي ووضوح وارتياح يجعل أللوحة تنبض بالحياة.»  سجل ريتشارد سيموندز، وهو زائر إنجليزي لروما حوالي، لوحة كيوبيد على أنها «جسد ووجه ابنه كارافاجيو أو خادمه الذي رقد معه». قدم مؤرخ الفن الإيطالي جياني بابي نظرية مفادها أن النموذج في اللوحة قد يكون متطابقة مع «سيكو ديل كارافاجيو»، أحد أتباع كارافاجيو الإيطالي البارزين الذي ظهر في العقد الاحق بعد وفاة كارافاجيو. في حين أن هذا الامر لا يزال مثيرًا للجدل، إلا أن هناك دعمًا واسع النطاق لاقتراح جياني بابي الإضافي الذي يقضي بضرورة تحديد «سيكو ديل كارافاجيو» كفنان معروف باسم فرانشيسكو بونيري. يظهر فرانشيسكو بونيري، إذا كان هذا هو اسمه، في العديد من لوحات كارافاجيو، مثل الملاك الصغير الذي يدعم المسيح في لوحة تحويل القديس بولس، (1600-1601) وكذلك باعتباره الملاك الذي يقدم كف شهيد للقديس في لوحة استشهاد القديس. ماثيو (1599–1600) (على الرغم من رؤيته فقط من أعلى رأس مجعد الشعر)، حيث كان إسحاق الشاب على وشك قطع حنجرته في لوحة ذبيحة إسحاق (1603)، وكداود في لوحة داود مع رأس جليات (حوالي 1610 - الرأس هو كارافاجيو).
ظلت اللوحة في مجموعة جوستينياني حتى عام 1812 ، عندما اشتراها تاجر التحف الفنية فرول بونيمايسون، وبيعت إلى فريدرش فيلهلم الثالث ملك بروسيا في عام 1815 لصالح متاحف برلين.

## الرسام

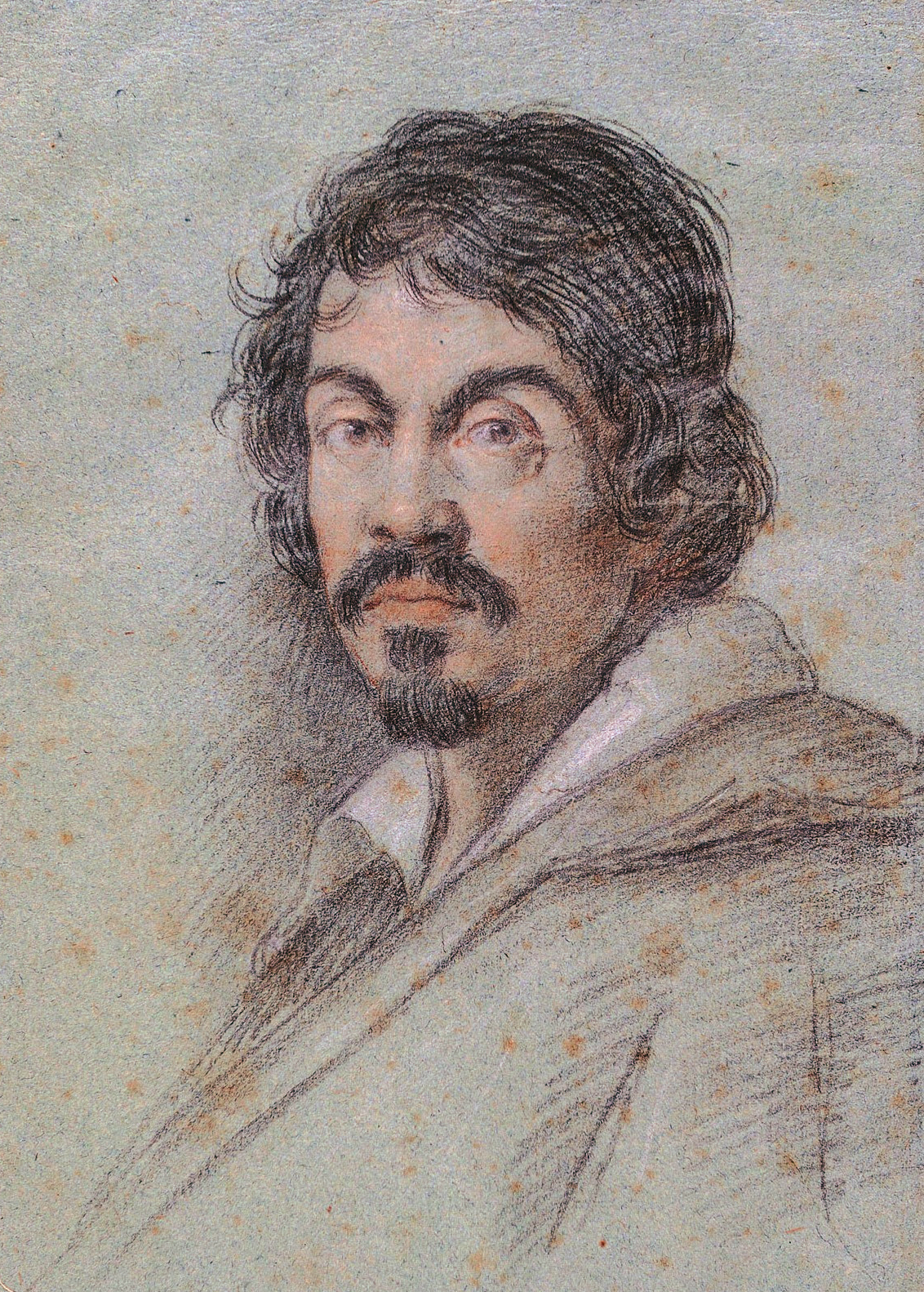
كارافاجيو

ميكيلانجلو ميريزي والملقب كارافاجيو، نسبة إلى مدينة مسقط رأسه، عاش (1571 - 1610 م). هو رسًّام إيطالي، قام بإضفاء جوٍ درامي على مشاهد لوحاته الواقعية، من خلال لجوءه إلى استغلال تفاوت الضوء والظلال. كان له تأثير كبير على الفنانين الذين جاؤوا بعده، وأطلق اسمه على تيار فني شمل كامل أوروبا. من لوحات الفنان المشهورة هي «موت العذراء» وقد كانت أحد الأسباب التي جعلته فارا من حكم البابا عليه بالموت.لديه انفصام بالشخصية، يفكر بطريقتين مختلفتين، يدمجها أثناء رسمه.نصفه ينفذ ما يأمره به الرهبان أثناء رسمه اللوحات ونصفه الآخر يرسم مظاهر من حياته الشخصية ويدمجهما بصورة غير ملحوظة حيث يستعمل الناس الموجودين في حياته كنموذج للرسم وهذا لن يسر الرهبان لأن رسوماته يجب أن تكون لها علاقة بالدين المسيحي ولا يجوز ان يرسم حبيبته أو صديقه في تلك الرسومات.